# ナサニエル・ホーソーン

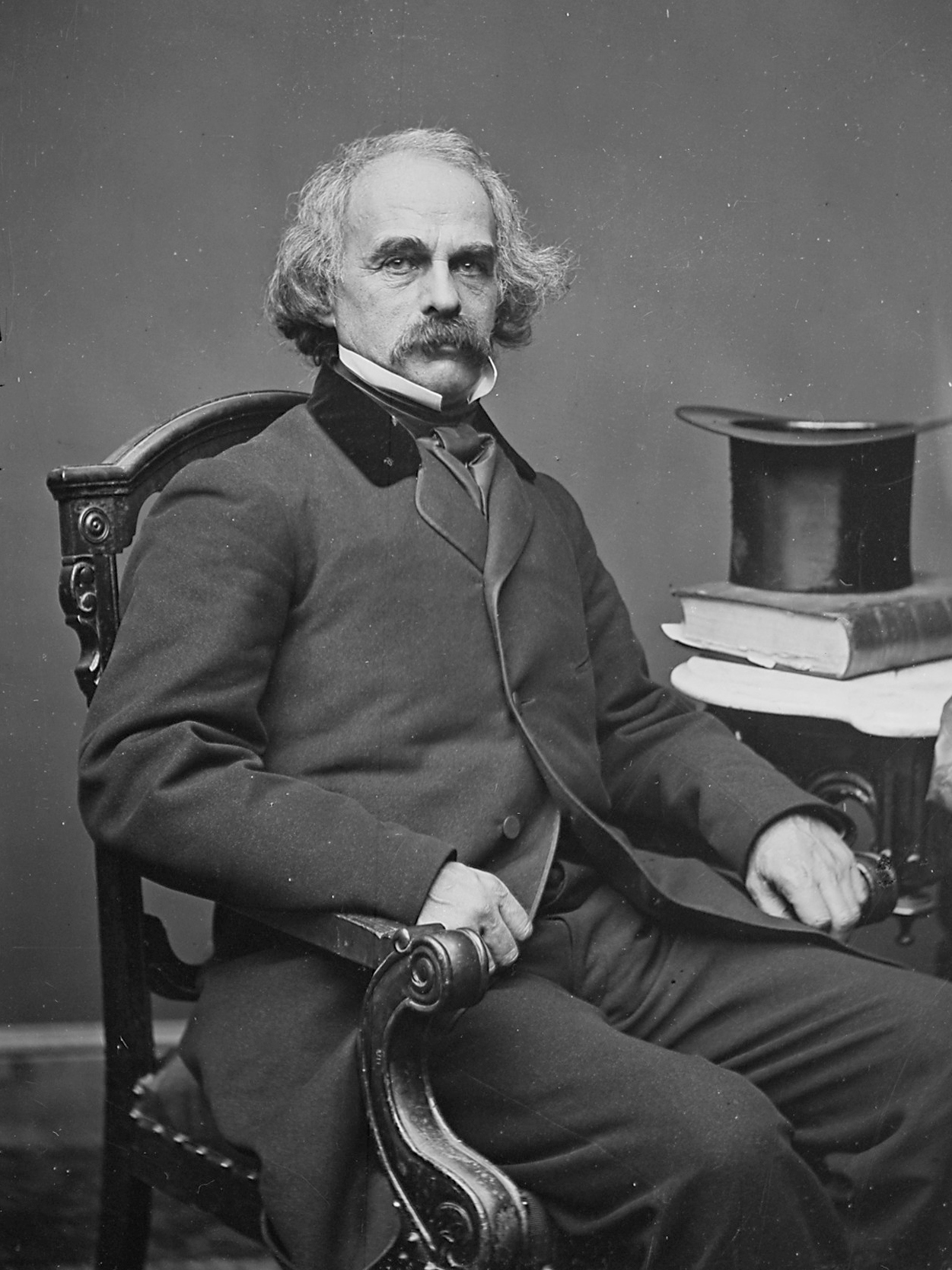
ナサニエル・ホーソーン

ナサニエル・ホーソーン（ナザニエル・ホーソーン、Nathaniel Hawthorne、1804年7月4日 - 1864年5月19日）は、アメリカ合衆国の小説家。日本語では「ホーソン」と表記されることもある。

## 人物
マサチューセッツ州のセイラムに生まれる。
父方の祖先である初代ウィリアム・ホーソーン（William Hathorne）はクエーカー教徒迫害に関与し、2代ジョン・ホーソーンはセイラム魔女裁判の判事を務めており、また、母方の祖先であるニコラス・マニングの姉達が近親相姦の嫌疑をかけられ迫害されるという過去を持つため、善と悪や罪を扱った宗教的な内容の作品が多い。
彼が『緋文字』を発表し注目を集め始めていたころ、アメリカでは市場主義経済が発達し、文学作品も「商品」としての色合いが強くなる。これにより、文学の芸術的価値より大衆の評判が重要視され始め、ホーソーンはこのギャップに苦しむことになる。実際に彼の作品である『七破風の屋敷』では、登場人物にこの心境を投影してうわべの作品が大衆にはうける、といったことを訴えており、芸術家としての作家という考えを持っていた彼がその才能を存分に発揮できないジレンマや葛藤が認められる。ハーマン・メルヴィルは"Hawthorne and His Mosses"（『ホーソーンとその苔』〈青山義孝訳〉）を発表し、ホーソーンを最も優れたアメリカ人作家に推している。

## 経歴
- 4歳で父を失い、母方の実家で育てられる。

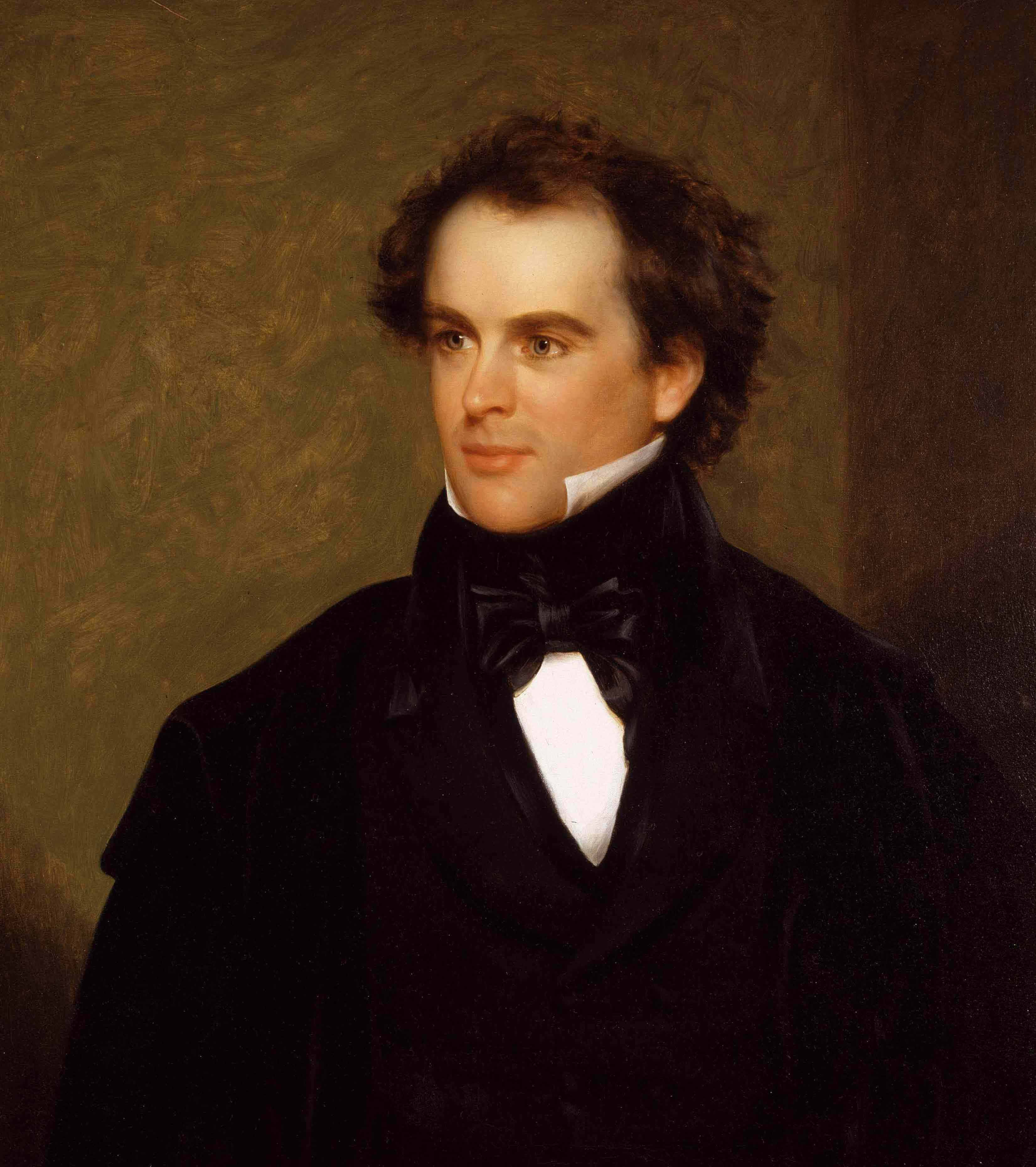
1841年に描かれた肖像画

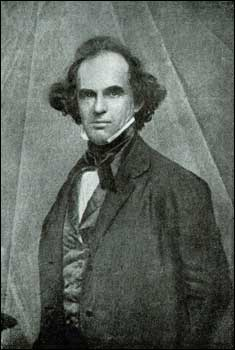
1848年の写真

- ボウディン大学（友人に大統領となったフランクリン・ピアースや、詩人ヘンリー・ワズワース・ロングフェローがいた）を卒業後、隠棲生活に入って小説の執筆に専念する。
- 1839年、生活が苦しいことからボストンの税関に就職、しかし翌々年退職。
- 1841年、超絶主義者（Transcendentalists）たちの生活共同体「ブルック・ファーム（Brook Farm）」（1841-1847）に参加。
- 1842年、結婚後、コンコードに移り、エマソンと交際する。再び文学に専念したが、1846年セイラムの税関に就職、また1849年に退職。
- 1850年『緋文字』を発表し注目される。
- 1853年、ピアースが大統領選挙に立候補する際に候補者略歴を執筆し、ピアースが選挙に勝って大統領に就任すると、ホーソーンはリヴァプール領事に任命された。
- 1857年、退任してイタリアなどに滞在して執筆を続ける。1860年にはイタリア滞在時の記録をもとに『大理石の牧神』”The Marble Faun”を発表。
- 1860年、帰国するも南北戦争の混乱や病気によりその後の作品は少ない。
- 1864年、旅行中にニューハンプシャー州プリマスで客死。

## ピーター・パーレーの「万国史」
日本では明治の初期から語学用教材としてピーター・パーレー（Peter Parley）「万国史」が広く採用され、語学学校などで講読する比較的簡単な英語のリーダーとして愛された。この著者ピーター・パーレはサミュエル・グッドリッチ（Samuel Grisrold Goodrich, 1793-1860）の別名であり、その膨大な叢書の一冊として発刊された「万国史」（Peter Parley-Universal History）はホーソーンに依頼され執筆されたものである。執筆当時無名であったホーソーンは、グッドリッチの依頼によって2歳上の姉とともに「万国史」を執筆し、1837年に二冊本として出版されている。

## 作品
- 『ファンショー――恋と冒険の軌跡』Fanshawe, 1828年。西前孝訳、旺史社, 1990年
- 『予言の肖像画』The Prophetic Picture, 1837年。荒正人訳、時事通信社出版局, 1956年
- 『トワイス・トールド・テールズ』Twice Told Tales, 1837年。上下巻、井坂義雄ほか訳、桐原書店, 1981年
- 『ラッパチーニの娘』Rappaccinis Daughter, 1844年。BOOKS桜鈴堂、2015年
- 『緋文字』The Scarlet Letter, 1850年。福原麟太郎訳、角川書店, 1952年　他多数
- 『七破風の屋敷』The House of the Seven Gables, 1851年。 鈴木武雄訳、泰文堂、1964年。他多数
- 『人面の大岩』The Great Stone Face and Other Tales of the White Mountains, 1889年。酒本雅之・竹村和子訳、国書刊行会, 1988年
- 『泉の幻影』、泉田栄訳、明玄書房, 1979年
- 『ホーソーン短篇小説集』、坂下昇編訳、岩波文庫, 1993年
- 『海辺の足跡～ナサニエル・ホーソーン氏の平凡な日常～』、BOOKS桜鈴堂刊、2013年
- 『大理石の牧神』上下巻、島田太郎ほか訳、ゴシック叢書、国書刊行会、1984年

### 短編作品
| 作品名                   | 発表年 | 備考 |
| ------------------------ | ------ | ---- |
| ウェイクフィールド       | 1835年 |      |
| レディ・エレノアのマント | 1838年 |      |